# Cæcilie Norby
 Der er for få eller ingen kildehenvisninger i denne artikel, hvilket er et problem. Du kan hjælpe ved at angive troværdige kilder til de påstande, som fremføres i artiklen.

Cæcilie Norby (født 9. september 1964) er en dansk jazz- og rocksanger, der er internationalt anerkendt. Hun var den første skandinav der blev signet direkte til det anerkendte amerikanske jazzlabel Blue Note. Hun var medlem af jazzfusionsgruppen Frontline 1983-87 og popgruppen OneTwo 1985-1994. Hun har siden 1995 optrådt som solist.

## Biografi
Cæcilie Norby er født på Frederiksberg i en musikalsk familie, hvor hendes far Erik Norby var komponist, og hendes mor Solveig Lumholt var operasanger. Hun gik på Sankt Annæ Gymnasium, der er kendt for at udklække musikalske talenter, og Cæcilie Norby er med til at bekræfte dette.
I 1982 blev hun sammen med Nina Forsberg medlem af jazz/rock/funk-orkestret Street Beat, med hvilket hun indspillede sin første single og maxi-single Rap'n'Scratch og Mama Loves You på det engelske pladeselskab Steinar Records og fik desuden sin debut i DR-TV i Jarl Friis-Mikkelsens underholdningsprogram "Smil... du er på!".
Hun blev først for alvor kendt som sanger i Frontline, et jazz/rock-orkester der fra 1985 udgav et par albums, der blev anmelderrost og overdænget med priser. I den forbindelse fik Norby prisen som "Årets solist" fra musikmagasinet MM.

### One Two
Karrieren fortsatte i 1985 i pop/rockgruppen OneTwo, hvor hun sammen med Nina Forsberg som sangere. sikrede gruppen en stor popularitet. Gruppen udgav tre albums, der tilsammen solgte omkring 250.000 eksemplarer alene i Danmark. Gruppen eksisterede til 1993.  
På trods af deres sceneoptræden, der var fyldt med energi og udstrålede sex, var Norby og Forsberg ikke de typiske rockstjerner; Norby har udtalt, at når hun og Forsberg havde været ude til koncert, gik drengene i byen, mens de selv gik hjem "... og løste kryds og tværs sammen".
Mens hun var medlem af One Two, forfulgte Cæcilie Norby samtidig et musikalsk spor inden for andre genrer. Hun repræsenterede således i 1986 Danmark ved Knokke-festivalen i et internationalt jazzorkester. I 1990 skrev hendes far stykket Koncert for to sopraner til Sjællands Symfoniorkester, og de to sopraner var Cæcilie og hendes mor. Endvidere optrådte hun i samme periode sammen med sin mor og Thomas Clausen i et arrangement med titlen Ballads, Blues and Lieder, der blandede opera, musical og jazz.

### Siden 1993
Efter at One Two stoppede, har Cæcilie Norby primært optrådt som solist med en række velkendte danske og udenlandske musikere, herunder Curtis Stigers, Niels-Henning Ørsted Pedersen, Ray Brown, Al Foster, Billy Hart, Dianna Reeves, Kurt Elling, Michael Brecker og John Scofield. Hun har også sunget med orkestre og Big Bands i hele Europa.
I 1995 skrev hun som den første europæiske kunstner kontrakt med det prestigefyldte amerikanske jazzlabel Blue Note Records, hvor hun udgav sine første fire solo-udgivelser. Den første blev stærkt rost og solgte i et for en jazzplade uhørt højt antal, nemlig over 70.000 eksemplarer. De næste tre fulgte trop i høje salgstal. Siden er der kommet yderligere fem soloplader, der alle har medvirket til at placere Cæcilie Norby som en af de mest markante sangere i sin generation.
I 2009 skiftede Cæcilie Norby pladeselskab fra Sony Records til det største vokaljazzlabel i Europa ACT music&vision. Siden da har hun intensiveret sin internationale karriere som solist med utallige turnéer.

## Karakteristik
Cæcilie Norby er musikalsk meget alsidig, men efterhånden ved at placere sig primært som jazzsanger af international klasse. Hun er blevet sammenlignet med så store navne som Monica Zetterlund, Dinah Washington og Aretha Franklin, og hendes sang kan spænde fra det romantiske til det prosaiske, fra det sårbare til det kraftfulde, og hele tiden er hendes improvisatoriske evner fremragende.[kilde mangler]

## Diskografi

### Frontline
- Frontline (1985)
- Frontlife (1986)

### OneTwo
- OneTwo (1986)
- Hvide Løgne (1990)
- Getting Better (1993)

### Solo
- Cæcilie Norby (1995)
- My Corner of the Sky (1996)
- Queen of Bad Excuses (1999)
- First Conversation (2002)
- London/Paris (2004 – liveplade)
- Slow Fruit (2005)
- I Had a Ball – Greatest & More (2007)
- Arabesque (2010, ACTmusic)
- Silent Ways (2013, ACTmusic)
- Just the Two of Us (2015 - med Lars Danielsson, ACTmusic)
- Sisters in Jazz (2019, ACTmusic)
- Portraying (2020, ACTmusic)
- Earthenya (2022, Loud Lady Music)
- Sixty (2024, Loud Lady Music)

## Priser og hæder
- 1986: Modtager af Ben Webster-prisen.
- 1996: Modtager af prisen for bedste studiealbum i Japan.
- 1997: Modtager af Simon Spies-solistprisen
- 2000: Modtager af Wilhelm Hansen-musikprisen
- 2010: Modtager af IFPI's Ærespris 2010
- 2019: Modtager af prisen Årets Frederiksberg Kunstner 2019
- Nomineret til Danish Music Award 14 gange[kilde mangler]